# Trophée de France 2011
Navigation
Édition précédente Édition suivante
Le Trophée de France est une compétition internationale de patinage artistique qui se déroule en France au cours de l'automne. Il accueille des patineurs amateurs de niveau senior dans quatre catégories: simple messieurs, simple dames, couple artistique et danse sur glace. En 2011 il s'appelait également Trophée Éric Bompard.
Le vingt-cinquième Trophée de France est organisé du 17 au 20 novembre 2011 au palais omnisports de Paris-Bercy. Il est la cinquième compétition du Grand Prix ISU senior de la saison 2011/2012.

## Résultats

### Messieurs

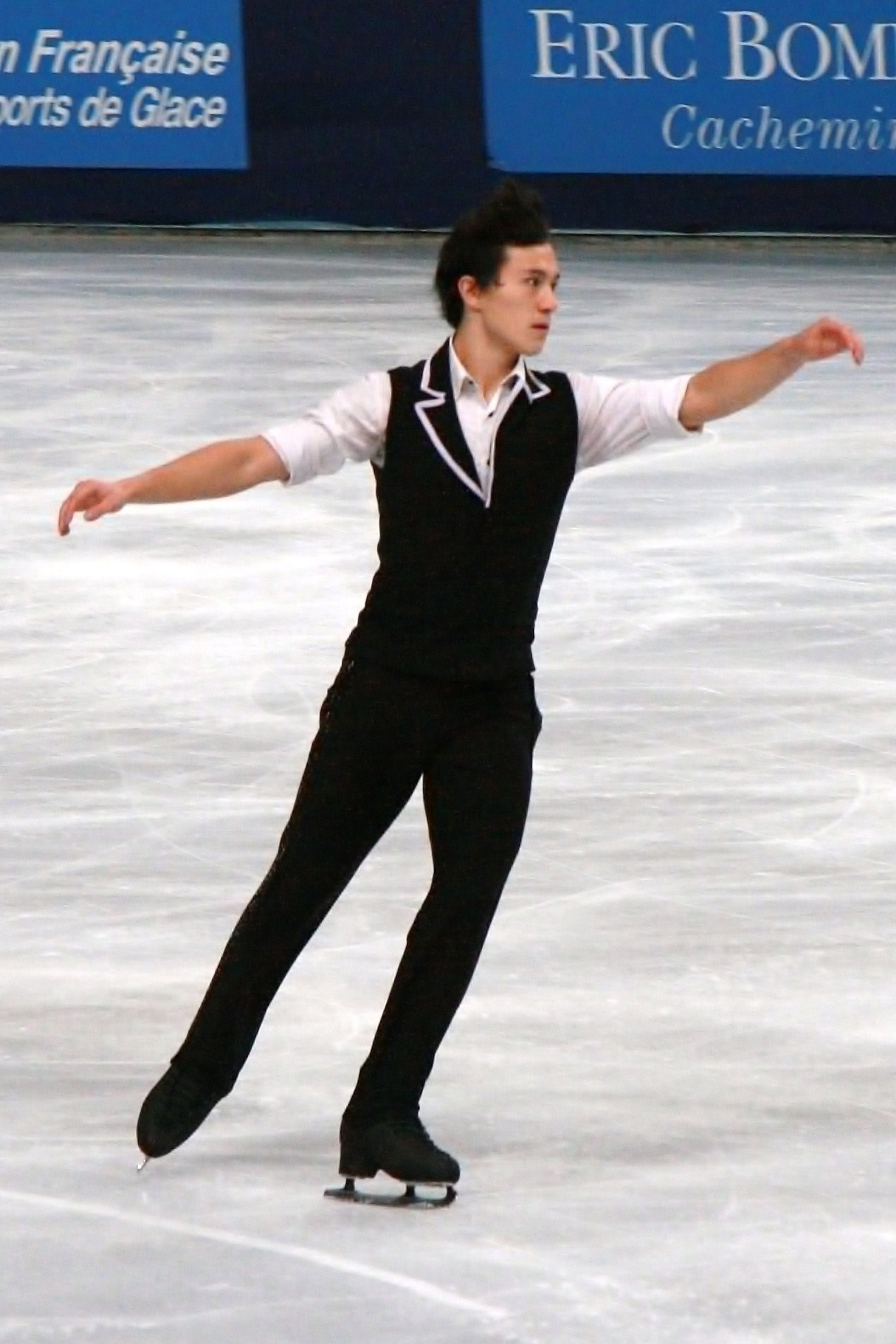
Le médaillé d'or Patrick Chan

| Rang    | Nom               | Pays       | Points | Programme court | Programme court | Programme libre | Programme libre |
| ------- | ----------------- | ---------- | ------ | --------------- | --------------- | --------------- | --------------- |
| 1       | Patrick Chan      | Canada     | 240.60 | 1               | 84.16           | 1               | 156.44          |
| 2       | Song Nan          | Chine      | 224.10 | 2               | 76.53           | 2               | 147.57          |
| 3       | Michal Březina    | Tchéquie   | 218.60 | 3               | 74.32           | 4               | 144.28          |
| 4       | Adam Rippon       | États-Unis | 217.89 | 4               | 72.96           | 3               | 144.93          |
| 5       | Florent Amodio    | France     | 201.34 | 5               | 71.42           | 5               | 129.92          |
| 6       | Alexander Majorov | Suède      | 190.60 | 8               | 62.12           | 6               | 128.48          |
| 7       | Nobunari Oda      | Japon      | 167.20 | 7               | 62.95           | 9               | 104.25          |
| 8       | Romain Ponsart    | France     | 160.45 | 9               | 50.03           | 8               | 110.42          |
| 9       | Chafik Besseghier | France     | 160.39 | 10              | 46.43           | 7               | 113.96          |
| Abandon | Kevin Reynolds    | Canada     |        | 6               | 65.56           |                 |                 |

### Dames

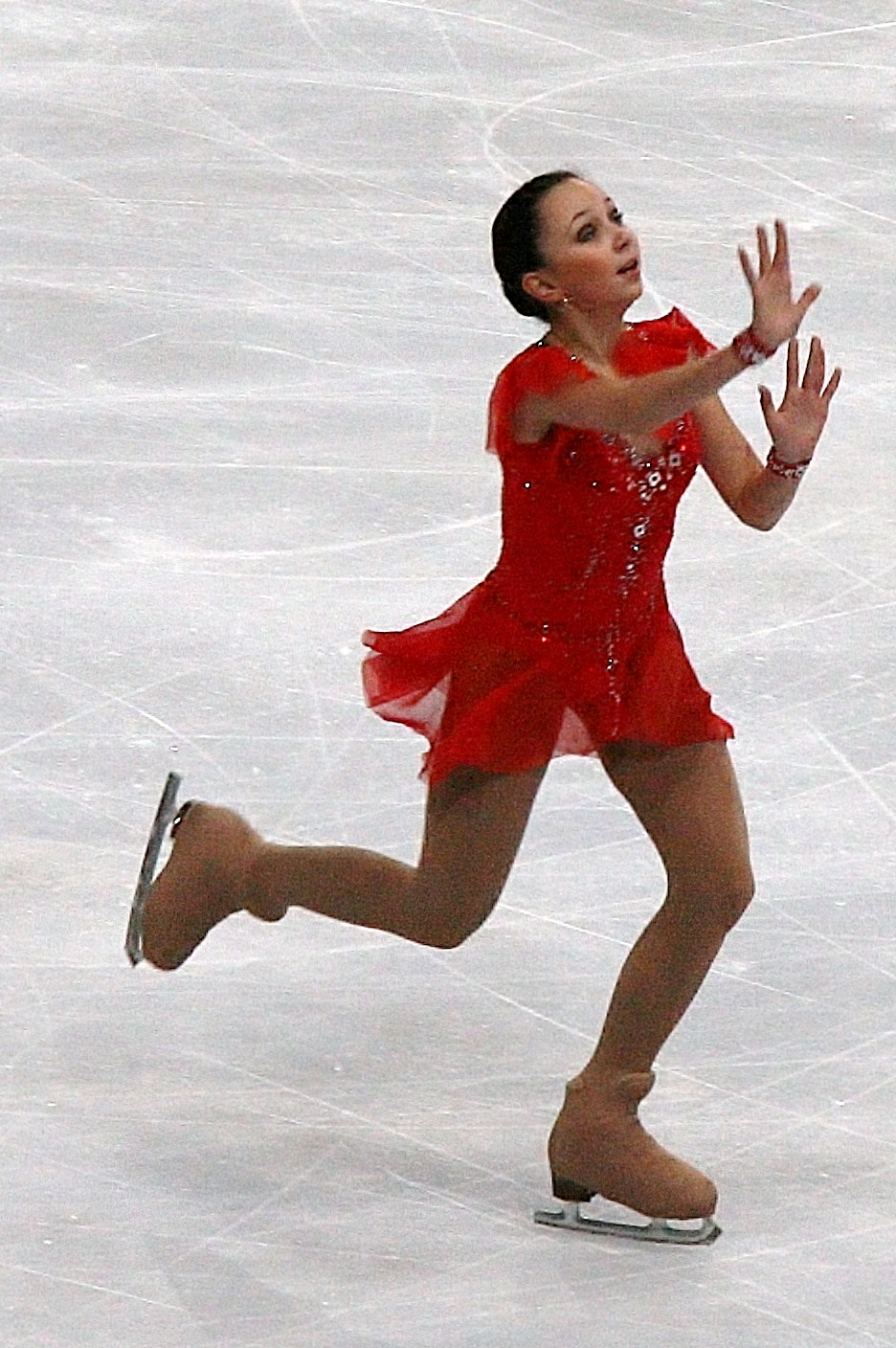
La médaillée d'or Elizaveta Tuktamysheva

| Rang | Nom                    | Pays       | Points | Programme court | Programme court | Programme libre | Programme libre |
| ---- | ---------------------- | ---------- | ------ | --------------- | --------------- | --------------- | --------------- |
| 1    | Elizaveta Tuktamysheva | Russie     | 182.89 | 1               | 62.04           | 2               | 120.85          |
| 2    | Carolina Kostner       | Italie     | 179.32 | 2               | 59.70           | 3               | 119.62          |
| 3    | Alissa Czisny          | États-Unis | 179.15 | 3               | 57.25           | 1               | 121.90          |
| 4    | Kanako Murakami        | Japon      | 161.31 | 4               | 55.77           | 4               | 105.54          |
| 5    | Viktoria Helgesson     | Suède      | 154.90 | 5               | 54.16           | 5               | 100.74          |
| 6    | Maé-Bérénice Méité     | France     | 145.44 | 6               | 50.49           | 6               | 94.95           |
| 7    | Sonia Lafuente         | Espagne    | 136.32 | 7               | 49.51           | 8               | 86.81           |
| 8    | Yrétha Silété          | France     | 135.90 | 8               | 48.25           | 7               | 87.65           |
| 9    | Léna Marrocco          | France     | 126.97 | 9               | 43.95           | 9               | 83.02           |

### Couples

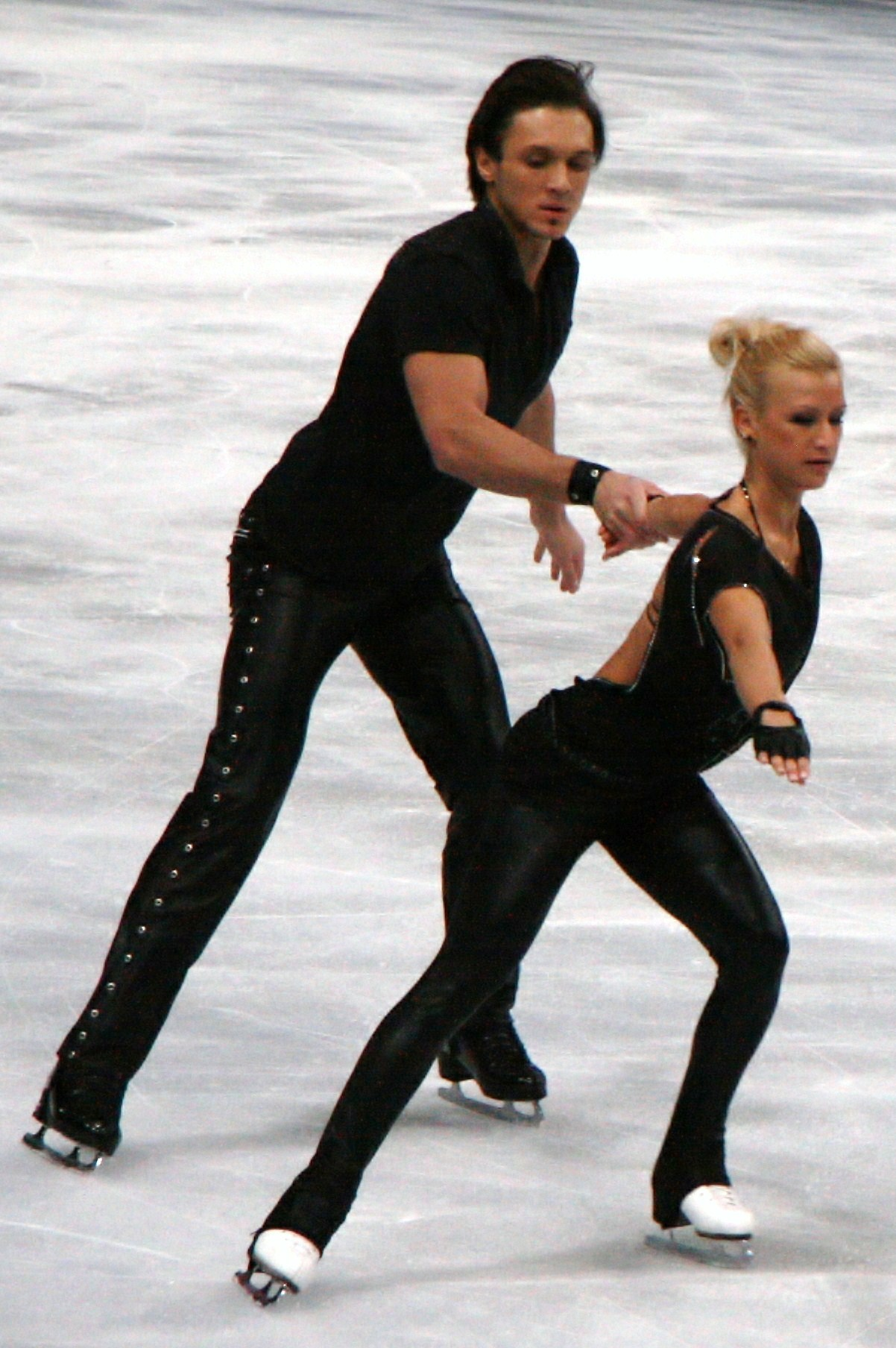
Les médaillés d'or Tatiana Volosozhar et Maksim Trankov

| Rang | Nom                                 | Pays       | Points | Programme court | Programme court | Programme libre | Programme libre |
| ---- | ----------------------------------- | ---------- | ------ | --------------- | --------------- | --------------- | --------------- |
| 1    | Tatiana Volosozhar / Maksim Trankov | Russie     | 194.13 | 1               | 63.69           | 1               | 130.44          |
| 2    | Vera Bazarova / Yuri Larionov       | Russie     | 184.91 | 3               | 59.06           | 2               | 125.85          |
| 3    | Meagan Duhamel / Eric Radford       | Canada     | 172.25 | 2               | 57.69           | 3               | 115.56          |
| 4    | Amanda Evora / Mark Ladwig          | États-Unis | 169.58 | 4               | 57.69           | 4               | 111.89          |
| 5    | Jessica Dubé / Sébastien Wolfe      | Canada     | 150.68 | 5               | 53.24           | 6               | 97.44           |
| 6    | Dong Huibo / Wu Yiming              | Chine      | 147.75 | 6               | 49.27           | 5               | 98.48           |
| 7    | Ksenia Stolbova / Fedor Klimov      | Russie     | 137.06 | 7               | 48.81           | 8               | 88.25           |
| 8    | Vanessa James / Morgan Ciprès       | France     | 133.31 | 8               | 44.86           | 7               | 88.45           |

### Danse sur glace

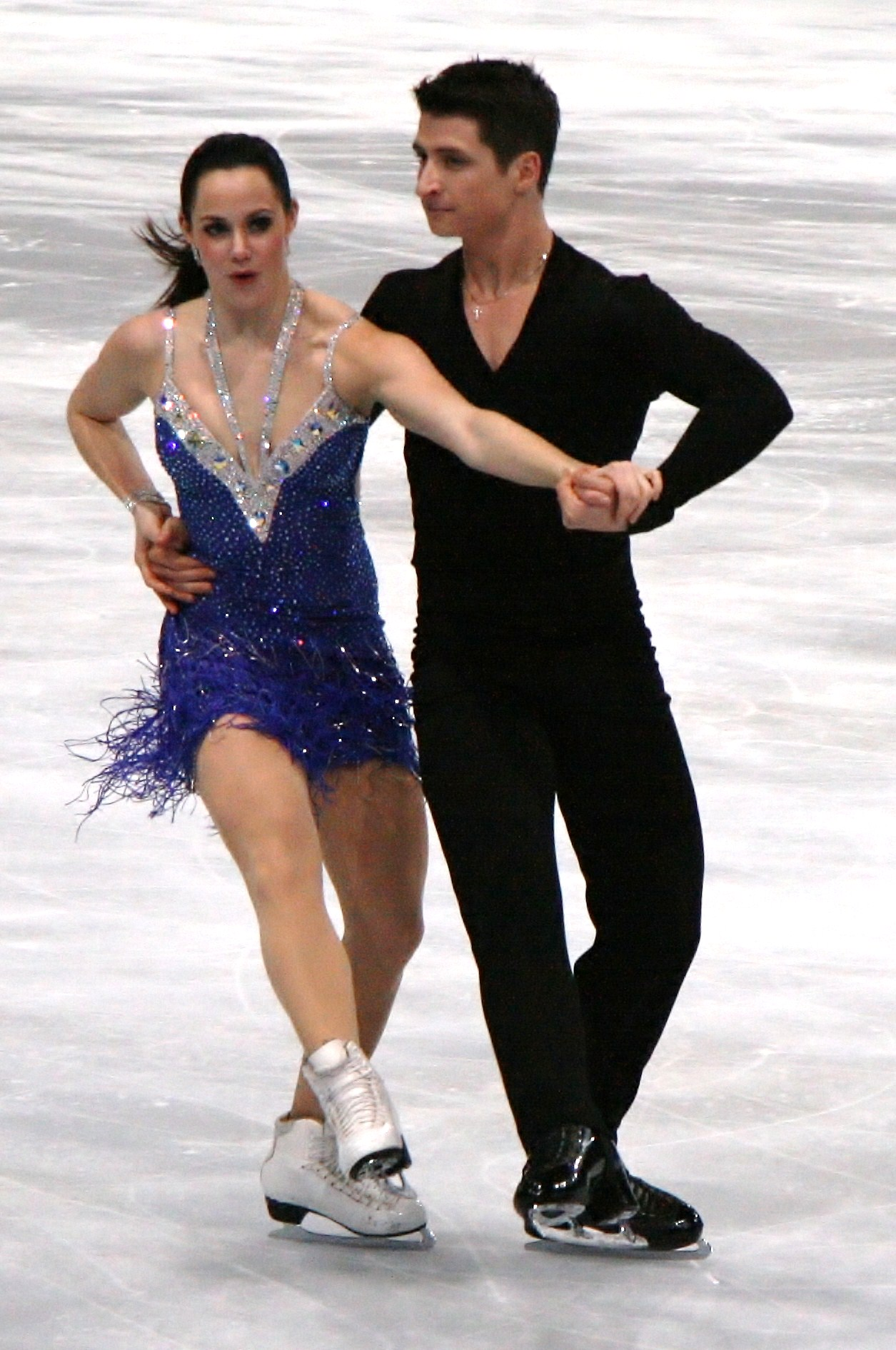
Les médaillés d'or Tessa Virtue et Scott Moir

| Rang    | Nom                                 | Pays       | Points | Danse courte | Danse courte | Danse libre | Danse libre |
| ------- | ----------------------------------- | ---------- | ------ | ------------ | ------------ | ----------- | ----------- |
| 1       | Tessa Virtue / Scott Moir           | Canada     | 176.93 | 1            | 71.18        | 1           | 105.75      |
| 2       | Nathalie Péchalat / Fabian Bourzat  | France     | 164.56 | 2            | 66.52        | 2           | 98.04       |
| 3       | Anna Cappellini / Luca Lanotte      | Italie     | 153.76 | 3            | 64.62        | 3           | 89.14       |
| 4       | Elena Ilinykh / Nikita Katsalapov   | Russie     | 140.32 | 4            | 58.17        | 4           | 82.15       |
| 5       | Madison Chock / Evan Bates          | États-Unis | 130.94 | 5            | 52.01        | 5           | 78.93       |
| 6       | Huang Xintong / Zheng Xun           | Chine      | 126.69 | 6            | 50.71        | 6           | 75.98       |
| 7       | Kristina Gorshkova / Vitali Butikov | Russie     | 118.48 | 7            | 48.77        | 7           | 69.71       |
| 8       | Sara Hurtado / Adrià Díaz           | Espagne    | 103.75 | 8            | 45.71        | 8           | 58.04       |
| Forfait | Tiffany Zahorski / Alexis Miart     | France     |        |              |              |             |             |

## Sources
- Résultats du Trophée Éric Bompard 2011 sur le site de l'ISU
- Patinage Magazine No 129 (janvier/février 2012)